# Copa da Escócia de 1896–97
A Copa da Escócia de 1896-97 foi a 24º edição do torneio mais antigo do futebol da Escócia. O campeão foi o Rangers F.C., que conquistou seu 2º título na história da competição ao vencer a final contra o Dumbarton F.C., pelo placar de 5 a 1.

## Premiação
| Copa da Escócia de 1896-97       |
| Escócia                          |
| -------------------------------- |
| Rangers F.C. Campeão (2º título) |